# Карім Фінді
Карім Фінді (1946, Духок, регіон Курдистан - Ірак) - письменник і курдський письменник.
У 1974 році закінчив факультет англійської мови в університеті Мосула.
Він опублікував понад 20 книг на численні теми, в тому числі (політика, географія, мова, література та історія) різними мовами, такими як англійська, курдська, арабська. 

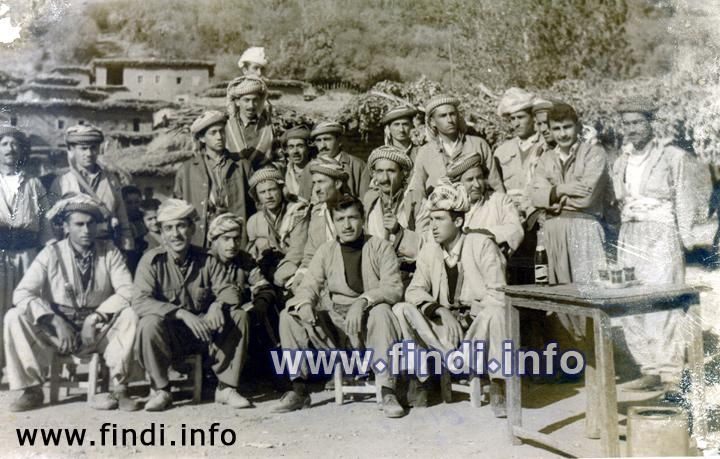

Він був одним із засновників Синдикату журналістів Курдистану. 
У 1997 році він був головним редактором журналу КАРВАН , який видавався Міністерством культури уряд регіону Курдистан.
Він був секретарем журналу KКАРВАНІ АКАДИМІ, який видається Міністерством культури уряд регіону Курдистан,
Він працював головним редактором журналу ДІКЛЕ / Дійла, який був першим журналом курдською мовою, написаним латиницею, виданим Міністерством культури, уряд регіону Курдистан.. 

## Видані книги
- Збірка віршів Бакіра Бага Аль-Арізі, зібрана та проаналізована, 1982, (курдською мовою).
- Майро, транслітеровано з латинських літер (курдська) на арабські (курдська), 1985, (курдською мовою).
- Гульчин, транслітеровано з послідівсолаві листи арабськими літерами (курдською), 1988, (курдською мовою).
- Розділи Ейлюльської революції в Курдистані - Ірак написані, 1995 (арабською мовою).

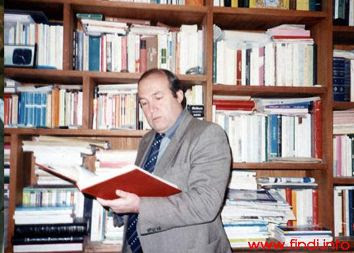

- Путівник губернаторства Духок, 1997. (арабською та англійською мовами).
- Курдські племена в північній частині штату Моссел, 1996. переклад з англійської на курдську (курдською мовою).
- Фестиваль Хані, підготовлений, 1996, (курдською мовою).
- Амеді в різні епохи, критики та аналізи, 1997, (арабською мовою).
- (Демократична партія Курдистану) Під час відсутності Барзані (1946-1958), 1998, (курдською мовою).
- Золотий ювілей Пешмарге. 1999. Транслітеровано з південного діалекту на північний (Кірманджі) та з арабських літер на латинські літери (курдською мовою).
- Барзані ніколи не здається, 2001. Транслітеровано з арабських літер Південного Кірманджі на латинські літери Північного Кірманджі (курдською мовою).
- Замок Бадінан та деякі його історичні місця, 2012, (арабською мовою).
- Замок Бадінан, 2012, (араб. мовою).
- Курдська мова в регіоні Бадінан, 2012, (арабською та курдською мовами).